# الزرق (حجر العسل)
تقع قرية الزرق في محافظة شندى بولاية نهر النيل محلية حجر العسل على بعد مسافة حوالي 110كيلو شمال الخرطوم في دولة السودان.
يبلغ عدد سكان القرية حوالي 2000 نسمة، ومعظم سكان المنطقة يعملون بالزراعة توجد بالمنطقة مدرسة أساس ومركز صحى ومسجد وعدد 2 صهريج ماء بشبكة داخل المنازل تحدها من الشرق قرية قلعة ودجمال ومن الغرب الحسناب ومن الشمال نهر النيل ومن الجنوب دامبيه، وسكان القرية جميعهم من قبيلة الجعليين، وقليل من الشايقيه.